# 2012 Guo Shou-Jing
2012 Guo Shou-Jing è un asteroide della fascia principale. Scoperto nel 1964, presenta un'orbita caratterizzata da un semiasse maggiore pari a 2,3286467 UA e da un'eccentricità di 0,1781820, inclinata di 2,90664° rispetto all'eclittica.
L'asteroide è dedicato all'astronomo e matematico cinese Guo Shoujing.